# لولا مافريك لويد
لولا مافريك لويد (24 نوفمبر 1875 – 25 يوليو 1944) ناشطة أمريكية، داعمة للسلامية والنسوية وحق النساء في التصويت وكذلك للحركة الاتحادية العالمية. ولدت لولا في تكساس لعائلة مافريك الغنية، وتزوجت من ويليام بروس لويد (بالإنجليزية: William Bross Lloyd)، وعملا معًا على تعزيز نفوذ أسرهما وثرواتهما لدعم قضايا الحقبة التقدمية.
كرست لولا حياتها بعد طلاقها لدعم السلامية، وسعت لتأسيس رابطة النساء الدولية للسلام والحرية عام 1915، كما شاركت مع صديقتها المقربة روزيكا شويمر (بالإنجليزية: Rosika Schwimmer) في تأسيس حملة الحكومة العالمية عام 1937، والتي كانت تجربتها التنظيمية الأولى في الحكومة العالمية والحركة الاتحادية العالمية.

## نشأتها
ولدت لولا مافريك في كاستروفيل بولاية تكساس، في 24 نوفمبر عام 1875. كانت واحدة من ستة أبناء للمحامي جورج ماديسون مافريك وماري اليزابيث فانس، وأصبحت شقيقتها رينا مافريك غرين مواطنة بارزة في سان أنطونيو.
جدها صموئيل مافريك سياسي وإقطاعي أراضي وهو من وقع على إعلان استقلال تكساس، كما شغل منصب عمدة سان أنطونيو، ولقب بالمستقل (بالإنجليزية: maverick)‏ للإشارة إلى عقليته المستقلة، وكانت زوجته ماري مافريك من الشخصيات المهمة في تكسان.
نشأت لولا في سانت لويس بولاية ميزوري ودرست في معهد ماري. التحقت بعد تخرجها بكلية سميث للفنون النسائية الحرة في نورثهامبتون بولاية ماساتشوستس وتخرجت عام 1897، ثم بدأت العمل في التعليم وعادت لتدريس الرياضيات في كلية سميث عام 1901.
التقلت لولا بويليام بروس لويد (ابن الصحفي الاستقصائي هنري ديمارست لويد) أثناء زيارتها لصديق لها في رود آيلاند عام 1898، وكان ويليام حينها يدرس القانون في جامعة هارفارد. اجتمعت لولا وويليام مرة أخرى في رود آيلاند في عام 1899 وعام 1901، وتزوجا في سان أنطونيو عام 1902.

## مسيرتها السلامية
حضرت لولا محاضرة للناشطة السلمية المجرية روزيكا شويمر عقب اندلاع الحرب العالمية الأولى، إذ كانت شويمر تجوب البلاد في محاولةٍ لزيادة المصالح الأمريكية لإيجاد حل سلمي للحرب.
كانت لولا أحد المندوبين الذين أسسوا رابطة النساء الدولية للسلام والحرية في واشنطن في يناير عام 1915، ثم سافرت إلى أوروبا في إبريل برفقة سبعةٍ وأربعين امرأة أخرى لحضور المؤتمر الدولي للمرأة في لاهاي، وعادت بعد المؤتمر إلى شيكاغو للمساعدة في تنظيم سفينة هنري فورد للسلام، في محاولة فاشلة لإجبار مؤتمر السلام للتوسط في إنهاء الحرب العالمية الأولى، كما كانت عضوًا في اللجنة السباعية (بالإنجليزية: Committee of Seven) المشرفة على المؤتمر المحايد للتوسط من أجل الصلح.
عانت لولا من مضاعفات بعد ولادتها طفلتها الرابعة (جورجيا)، كما فقدت والدها المقرب منها في العام ذاته. بدأ زواج لولا وويليام ينهار في بداية عام 1913، إذ ساهمت اهتمامات لولا السلمية وتحديدًا رحلتها الدولية إلى لاهاي في تدهور زواجها، واستمر ويليام ولولا في الشجار حتى عام 1916، عندما ترك ويليام لويد العائلة لقضاء شهر في كاليفورنيا في ظروف مريبة، وكانت لولا حينها قد قدمت طلب الطلاق بسبب خيانة زوجها لها. منحت المحكمة لولا الحضانة الأولية لأطفالها الأربعة، وأرادت أخذهم معها إلى تكساس، إلا أن المحكمة أمرت ببقائها في منطقة شيكاغو لتحفظ حق ويليام في زيارتهم.

## وفاتها
تدهورت حالة لولا الصحية بحلول عام 1939، إذ كانت تعاني من نوبات الصداع النصفي التي كانت تبقيها في السرير لعدة أيام.
توفيت لولا مافريك لويد نتيجة مضاعفات سرطان البنكرياس في 25 يوليو 1944 عن عمر ناهز 68 عامًا، وعبرت جيسي لويد في حفل التأبين عن اعتقادها أن اندلاع الحرب العالمية الثانية لعب دورًا في تدمير صحة لولا.